# TuS Schutterwald
| TuS Schutterwald | TuS Schutterwald                                       |
| Vereinsdaten     | Vereinsdaten                                           |
| ---------------- | ------------------------------------------------------ |
| Gegründet:       | 1. Juni 1900                                           |
| Vereinsfarben:   | rot-weiß                                               |
| Vorstand:        | David Salameh                                          |
| Spielstätten:    | Mörburghalle I + II                                    |
| Anschrift:       | TuS Schutterwald e. V. Im Kirchfeld 77746 Schutterwald |
| Website:         | http://www.tus-schutterwald.de/                        |

Der Turn- und Sportverein Schutterwald ist ein deutscher Sportverein aus dem baden-württembergischen Ort Schutterwald im Ortenaukreis. Bekannt ist der Verein vor allem durch die Erfolge der Männermannschaft der Handballabteilung, die in der ersten Handball-Bundesliga spielte. Neben der Handballabteilung hat der TuS noch eine Turnabteilung.

## Vereinsgeschichte
Der TuS Schutterwald wurde 1900 im ehemaligen Gasthaus «Adler» von 32 Mitgliedern als Turnverein gegründet. Bereits 1924 begannen erste Turner – zunächst inoffiziell – mit dem Handballspiel. 1928 wurde dann offiziell die Handballabteilung gegründet. Am 8. Juni 1950 wurde die Umbenennung in Turn und Sportverein (TuS) beschlossen. 1954 war die Gründung der Leichtathletik-Abteilung. 1979 spaltete sich die Leichtathletikabteilung vom Verein ab.

## Handball
Die Handballabteilung der TuS Schutterwald wurde 1928 gegründet. Die erste Männermannschaft wurde in den 1950er Jahren mehrfach Südbadischer Meister. 1967 erfolgte der Aufstieg in die Feldhandball-Bundesliga und in der Halle der Aufstieg in die Südbadische Oberliga. Doch bereits 1969 stieg der Verein wieder in beiden Ligen ab. 1974 gelang in der Halle der Aufstieg in die Regionalliga. Die Ära Feldhandball ging bundesweit zu Ende.

### Die Ära Emrich
In der Saison 1980/81, die als Qualifikationsrunde für die neu gegründete 2. Handball-Bundesliga ausgeschrieben war, konnte der TuS dieses Ziel auch erreichen. Mit Armin Emrich wurde 1982 ein neuer Trainer verpflichtet, der gerade im Jugendbereich sehr viel Aufbauarbeit im Verein leistete. In der DHB-Pokal-Runde 1983 konnte der TuS als „Pokalschreck“ Mannschaften wie den THW Kiel und den TV Großwallstadt bezwingen, scheiterte im Viertelfinale dann selbst am vermeintlich schwächeren damaligen Regionalligisten TV Emsdetten. 1984 wurde der Schutterwälder Martin Heuberger Juniorennationalspieler. Ein Jahr später nahm er an den Junioren-Weltmeisterschaften teil. Für die Saison 1985/86 wurde Arno Ehret, Weltmeister von 1978 verpflichtet und der TuS belegte am Ende der Saison den zweiten Tabellenplatz. In zwei Entscheidungsspielen gegen Bayer Dormagen konnten sich die Schutterwälder durchsetzten und in die Erste Liga aufsteigen. Im gleichen Jahr scheiterte der Verein im DHB-Pokal im Halbfinale gegen den MTSV Schwabing. Ehret verließ den Verein zum Saisonende und die Mannschaft stieg am Ende der kommenden Saison wieder in die zweite Liga ab. 1987/88 wurde der Verein Vize-Meister in der zweiten Liga und verfehlte den Aufstieg in die Erstklassigkeit gegen den VfL Fredenbeck nur knapp.
In der Spielzeit 1988/89 wurde die Mannschaft erneut Vizemeister, konnte sich aber diesmal in den Aufstiegsspielen gegen Wuppertal durchsetzen. Die damals noch ausgetragene Play-off-Runde um die Meisterschaft wurde zwar verfehlt, aber der Klassenerhalt war gesichert. Im gleichen Jahr wurde die männliche A-Jugend des TuS Deutscher Meister. In der Saison 1990/91 wurde Schutterwald am Saisonende Sechster in der Südgruppe, der nach der Wiedervereinigung wieder zweigeteilten Bundesliga. Am Ende der Saison beendete Trainer Emrich nach neun Jahren auf eigenen Wunsch seine Tätigkeit als Trainer bei den „Roten Teufeln der Ortenau“.

#### Nachwuchs
- Deutscher A-Jugendmeister 1990

### Die Zeit nach Emrich
Nachfolger von Emrich wurde Spasoje Skercevic. Unter seiner Leitung wurde Schutterwald in der Saison 1991/92 Vierter der 1. Liga Süd, womit die Mannschaft in die Play-off-Runde kam. Die im Frühjahr 1992 stattfindenden Spiele wurden in der Karlsruher Europahalle vor über 6.500 Zuschauern ausgetragen. Gegen TUSEM Essen schied die Mannschaft in einem dramatischen Spiel, nach zweimaliger Verlängerung und zweimaligem Siebenmeterschießen, aus.
Im folgenden Jahr konnte die Mannschaft nur den 13. Platz belegen. Mit dem Schweizer Konni Affolter wurde für die Saison 1993/94 ein neuer Übungsleiter verpflichtet. Doch der Trainerwechsel brachte nicht den erhofften Erfolg: der 15. Tabellenplatz bedeutete den Abstieg in die 2. Liga.

### Die Ära Heuberger
Für die Spielzeit 1994/95 wurde der jugoslawische Trainer Pedrag Dosen verpflichtet, der allerdings schon im März 1995 durch Martin Heuberger als Spielertrainer abgelöst wurde. Der erhoffte Aufstieg wurde nur knapp verpasst. Wurden bisher alle Heimspiele in der heimischen Mörburghalle ausgetragen, zog der Verein nun in die größere Offenburger Oberrheinhalle.
Mit Trainer Heuberger gelang der Aufstieg, doch die Erstklassigkeit sollte nur für eine Saison (1996/97) halten. Der TuS bekam dadurch den Beinamen „Fahrstuhl-Mannschaft“.
Oliver Roggisch konnte damals erste Bundesligaerfahrungen sammeln und wurde in die Jugend- bzw. Juniorennationalmannschaft berufen.
Eine erfolgreiche Saison 1997/98 brachte über die Relegation den erneuten Aufstieg in die deutsche Eliteliga. Im DHB-Pokal gelang es in die Final-Four-Runde in Hamburg einzuziehen, wo man allerdings bereits im ersten Spiel am späteren Pokalsieger THW Kiel scheiterte.
Probleme mit der Sponsorensuche führten zu zunehmenden finanziellen Schwierigkeiten. Der Abstieg in der Spielzeit 1998/99 wurde nur durch das Ausscheiden des in noch größeren finanziellen Schwierigkeiten befindlichen Konkurrenten TV Niederwürzbach verhindert.
Zur Reduzierung des wirtschaftlichen Risikos wurde 1999 der Bundesligabetrieb vom Stammverein abgetrennt und in die neugegründete TuS Schutterwald Sport- und Marketing GmbH ausgegliedert. Doch damit konnten die finanziellen Probleme nicht gelöst werden. Auch sportlich gestaltete sich die Saison 1999/2000 als sehr schwierig. Im November 1999 trat Trainer Martin Heuberger nach einem verlorenen Heimspiel gegen den Lokalrivalen TV Willstätt zurück. Wegen des ausbleibenden sportlichen Erfolges gingen die Zuschauerzahlen nach unten und wichtige Sponsoren zogen sich zurück. Mit dem ehemaligen Essener Bundesliga-Spieler Thomas Happe als neuem Trainer hoffte man auf die Wende. Doch vergeblich. Im Frühjahr 2000 wurde zwar ein „Sanierungsteam“ gegründet, doch durch die schlechte finanzielle Situation konnten wichtige Leistungsträger der Mannschaft nicht gehalten werden. In der Not gründete man dann mit dem Lokalrivalen TV Willstätt zum Saisonbeginn die SG Willstätt/Schutterwald.

### Misserfolge mit Spielgemeinschaften
Doch auch die Spielgemeinschaft war nicht von Erfolg gekrönt. In der ersten gemeinsamen Spielzeit 2000/01 wurde man noch 13., im Folgejahr 15. und in der Saison 2002/03 stieg die Mannschaft als Tabellenletzter aus der ersten Bundesliga ab. 2003/04 und 2004/05 wurde in der 2. Bundesliga der neunte Platz erreicht. Vor Beginn der neuen Saison wurde die Spielgemeinschaft aufgelöst, da die Ortenauer Marketing und Sportvertrieb GmbH insolvent wurde. Der TV Willstätt hatte die Spiellizenz übernommen und beendete die Saison 2005/06 auf dem 13. Platz.
Mit der Beteiligung an der HR Ortenau in der Spielzeit 2008/2009 der 2. Bundesliga wurde ein weiterer Versuch unternommen, Leistungshandball in der Region mit einer Spielgemeinschaft zu etablieren; dieser Versuch scheiterte aus wirtschaftlichen Gründen schon nach einer Saison.

### Gegenwart
Die erste Männermannschaft des TuS Schutterwald spielt in der Saison 2019/20 in der viertklassigen Oberliga Baden-Württemberg.
Sowohl die wJA-Mädchen (Trainer Torsten Bressmer & David Körkel) als auch die mJA-Jugend (Trainer Martin Heuberger) spielen in der Saison 2018/19 in der Jugend-Handball-Bundesliga. Damit stehen erstmals beide Jugendmannschaften eines Vereins in der Handballbundesliga.
Die Frauenmannschaft stieg 2023 in die 3. Liga auf. Nach einer Spielzeit in der 3. Liga stieg die Mannschaft in die Regionalliga ab.

### Erfolge
Frauen
- Aufstieg in die 3. Liga Frauen (Handball) 2023, 2025
- Meister Regionalliga BW (Frauen) 2025
- Meister Oberliga BW (4. Liga) 2023

## Bekannte ehemalige Spieler
- Magnus Andersson
- Matthias Aschenbroich
- Christian Heuberger
- Martin Heuberger
- Andreas Kunz (SG Willstätt/Schutterwald)
- Arnulf Meffle
- Oliver Roggisch
- Jens Tiedtke (SG Willstätt/Schutterwald)
- Peter Quarti